# George H. Scripps
Pour les articles homonymes, voir Scripps.
George H. Scripps (1839 - 18 avril 1900) était un mécène et patron de presse américain de premier plan au XIXe siècle, à l'origine du financement de l'Empire de presse Scripps-Howard.

## Biographie
George H. Scripps était le fils de James Mogg Scripps et Ellen Mary (Saunders) Scripps, le demi-frère d'Edward Willis Scripps, le frère de James Edmund Scripps (1835 – 1906) et de Ellen Browning Scripps (1836–1936) au sein d'une famille venue en Amérique en 1844, après avoir perdu leur mère, qui s'est installée dans une ferme.
Il a grandi à Rushville, dans l'Illinois. En 1873 son frère James Edmund Scripps fonde le journal The Detroit News et il en prend 32 %. En 1878 son demi-frère Edward Willis Scripps (1854 – 1926) fonde à 24 ans The Penny Press à Cleveland. Avec 10 000 dollars, empruntés, il a 20 % du capital, tout comme son cousin George Sweeney. Les aînés, George H. Scripps et James Edmund Scripps ont 30 %, le second payant avec ses titres de The Detroit Newschacun En 1887, de concert avec James Edmund Scripps (1835 – 1906), dont la fille vient d'épouser un patron de presse canadien, George G. Booth, ils écartent de la direction du groupe leur demi-frère, le jeune Edward Willis Scripps, dont il fera cependant son héritier treize ans plus tard.
À sa mort en 1900, sur sa propriété de Miramar, en Californie, George H. Scripps a légué une somme de 600 000 dollars à sa sœur Ellen Browning Scripps (1836–1936), qui fonde en 1903 la Scripps Institution of Oceanography, et donne son nom à un des instituts, le George H. Scripps Memorial Marine Biological Laboratory, érigé en 1909. 
Il a par ailleurs légué une partie de ses actions à Edward Willis Scripps, qu'il avait écarté de la direction du groupe en 1887. Le demi-frère James a contesté cet héritage en justice puis obtenu, via un accord à l'amiable, 100 % de The Detroit News mais été contraint de céder en échange toutes les actions des journaux sités hors-Detroit.